# Fraser Clarke Heston
Pour les articles homonymes, voir Heston.
Fraser Clarke Heston, né le 12 février 1955 à Los Angeles, est un réalisateur et scénariste américain.

## Biographie
Fraser Clarke Heston est le fils de Charlton Heston et de Lydia Clarke. Alors qu'il est bébé, il apparaît dans le film Les Dix Commandements (1956) dans le rôle de Moïse enfant. Il a commencé sa carrière en tant que scénariste des films La Fureur sauvage (1980) et La Fièvre de l'or (1982), ce dernier réalisé par son père. Il a également dirigé son père dans les téléfilms L'Île au trésor (1990), sa première réalisation, et Sherlock Holmes et la croix de sang (1991). Il a ensuite réalisé deux longs métrages pour le cinéma, Le Bazaar de l'épouvante (1993) et Alaska (1996).
Il s'est marié avec Marilyn Heston en 1980 et a un fils, Jack, né en 1991.

## Filmographie

### Acteur
- 1956 : Les dix commandements (The Ten Commandments) : Moïse bébé

### Réalisateur
- 1990 : L'Île au trésor (téléfilm)
- 1991 : Sherlock Holmes et la croix de sang (téléfilm)
- 1993 : Le Bazaar de l'épouvante
- 1996 : Alaska
- 2011 : The Search for Michael Rockefeller (documentaire)

### Scénariste
- 1980 : La Fureur sauvage
- 1982 : La Fièvre de l'or
- 1990 : L'Île au trésor (téléfilm)
- 1991 : Sherlock Holmes et la croix de sang (téléfilm)